# Johann Valentin Meder
Johann Valentin Meder (Wasungen, Turíngia, 3 de maig de 1649 - Riga, Letònia, juliol de 1719) fou un compositor i organista alemany d'època barroca. Fou músic de diversos prínceps alemanys, i el 1788 es traslladà a Danzig amb el càrrec de mestre de capella, però caigué en desgràcia del capítol municipal d'aquella ciutat per haver intentat introduir en la ciutat l'òpera, fent representar les seves dues produccions titulades Nero i Coelia. Per tal motiu Meder s'establí a Königsberg el 1698, i l'any següent passà a Riga, de la qual catedral en fou nomenat organista el 1701. Publicà: Caprici a due violini col basso per l'organo (Danzig, 1698), i deixà manuscrites diverses obres, entre elles, una Passió, diversos motets, etc.